# Estação Courcelles
Courcelles é uma estação da linha 2 do Metrô de Paris, localizado no limite do quartier du Faubourg-du-Roule e na quartier de l'Europe do 8.º arrondissement de Paris, e no quartier de la Plaine-de-Monceaux do 17.º arrondissement de Paris.

## Localização
A estação está situada sob o boulevard de Courcelles no cruzamento com a rue de Courcelles.

## História
A estação foi aberta ao público em 7 de Outubro de 1902 com a inauguração do trecho entre Étoile (hoje Charles de Gaulle - Étoile) e Anvers da linha 2 Nord, que se tornará mais simplesmente a linha 2 em 17 de outubro de 1907.
O nome da estação vem da sua implantação no cruzamento do boulevard de Courcelles de um lado e da rue de Courcelles do outro, que devem o seu nome a uma aldeia para a qual conduzia diretamente através da barrière de Courcelles, uma porta do Muro dos Fermiers généraux.
Desde a década de 1950 até a década de 2000, os pés-direitos foram revestidos com uma curvatura metálica com montantes horizontais azuis e quadros publicitários dourados iluminados. Antes de sua remoção para remodelação da estação dentro do quadro do programa "Renouveau du métro" da RATP, foi completada com assentos "coque" característicos do estilo "Motte", em branco.
Em 2011, 2 685 096 passageiros vieram para esta estação. Ela viu entrar 2 650 620 passageiros em 2013, o que a coloca na 204ª posição das estações de metro por sua presença em 302.

## Serviços aos Passageiros

### Acessos
- 1, rue de Chazelles.
- 53, boulevard de Courcelles.

### Plataformas
Courcelles é uma estação de configuração padrão: ela possui duas plataformas laterais, separadas pelas vias do metrô e a abóbada é elíptica. A decoração é do estilo usado pela maioria das estações de metrô: as faixas de iluminação são brancas e arredondadas no estilo "Gaudin" da renovação do metrô da década de 2000, e as telhas em cerâmica branca biseladas recobrem os pés-direitos, a abóbada, os tímpanos e as saídas dos corredores. Os quadros publicitários são em cerâmicas brancas e o nome da estação é inscrito na fonte Parisine em placas esmaltadas. Os bancos são de estilo "Akiko" de cor laranja.

### Intermodalidade
A estação é servida pelas linhas 30 e 84 da rede de ônibus RATP.

## Pontos turísticos
- A Catedral de Saint-Alexandre-Nevsky, sede do Arcebispado das Igrejas Ortodoxas Russas na Europa Ocidental.
- A Igreja Sueca de Paris, de culto luterano.